# Kviteseid (gemeente)
Kviteseid is een plaats en gemeente in de provincie Telemark in Noorwegen. Het is tevens een skigebied.
Kviteseid grenst in het noordwesten aan Seljord, in het oosten aan Nome, in het zuiden aan Drangedal, Nissedal en Fyresdal en in het westen aan Tokke. Het hoogste punt is de Sveinsheia, 1,141 meter boven zeeniveau.
De gemeente telde 2442 inwoners in januari 2017. Het ligt dicht bij de meren Bandak en Kviteseidvatnet en het Telemarkkanaal.

## Plaatsen in de gemeente
- Eidstod
- Kviteseid (plaats)
- Morgedal, skihistorie in het Noors Skieventyr
- Vrådal

## Bekende mensen uit Kviteseid
- Sondre Norheim (*1825 - 1897), vader van het moderne skiën uit Morgedal in Kviteseid